# Havant & Waterlooville F.C.
Havant & Waterlooville FC là câu lạc bộ bóng đá có trụ sở tại Havant, Hampshire, Anh. Có biệt danh "The Hawks", đội bóng hiện thi đấu tại National League South và có sân nhà ở Westleigh Park.

## Danh hiệu
FA Cup
- Vòng bốn mùa giải 2007–08

Conference South/National League South
- Nhà vô địch mùa giải 2017–18

Isthmian Football League Premier Division
- Nhà vô địch mùa giải 2016–17

Southern Football League Southern Division
- Nhà vô địch mùa giải 1998–99

FA Trophy
- Bán kết các mùa giải 2002–03, 2013–14
- Tứ kết mùa giải 2008–09

Portsmouth Senior Cup
- Nhà vô địch mùa giải 2015,[2] 2017,[3] 2018

Hampshire Senior Cup
- Nhà vô địch các mùa giải 2016,[4] 2018, 2019